# Friendship (Tennessee)
Friendship és una població dels Estats Units a l'estat de Tennessee. Segons el cens del 2000 tenia 608 habitants.

## Demografia
Segons el cens del 2000, Friendship tenia 608 habitants, 246 habitatges, i 171 famílies. La densitat de població era de 180,6 habitants/km².
Dels 246 habitatges en un 32,5% hi vivien nens de menys de 18 anys, en un 49,6% hi vivien parelles casades, en un 15,9% dones solteres, i en un 30,1% no eren unitats familiars. En el 28% dels habitatges hi vivien persones soles el 10,2% de les quals corresponia a persones de 65 anys o més que vivien soles. El nombre mitjà de persones vivint en cada habitatge era de 2,47 i el nombre mitjà de persones que vivien en cada família era de 2,97.
Per edats la població es repartia de la següent manera: un 26,5% tenia menys de 18 anys, un 9,7% entre 18 i 24, un 27% entre 25 i 44, un 20,7% de 45 a 60 i un 16,1% 65 anys o més.
L'edat mediana era de 38 anys. Per cada 100 dones de 18 o més anys hi havia 93,5 homes.
La renda mediana per habitatge era de 24.583 $ i la renda mediana per família de 35.909 $. Els homes tenien una renda mediana de 29.375 $ mentre que les dones 19.792 $. La renda per capita de la població era de 14.641 $. Entorn del 16,1% de les famílies i el 23% de la població estaven per davall del llindar de pobresa.

## Poblacions més properes
El següent diagrama mostra les poblacions més properes.